# Zoltán Horusitzky
Zoltán Horusitzky (* 18. Juli 1903 in Pápa; † 25. April 1985 in Budapest) war ein ungarischer Komponist, Pianist und Musikpädagoge.
Horusitzky begann seine Ausbildung an der Musikakademie 1918 in der Präparationsklasse für Klavier bei István Laub. Er studierte dann Klavier sowie Komposition zunächst bei Albert Siklós, später bei Zoltán Kodály sowie Leó Weiner. Parallel dazu studierte er Jura und erlangte 1927 einen Doktorgrad für Politikwissenschaften.
Er unterrichtete dann an der Székesfővárosi Felsőbb Zeneiskola und war von 1937 bis 1944 Herausgeber der Musikzeitschrift A Zene. In dieser Zeit entstanden u. a. die Kantate Fekete hold éjszakáján (UA 1932) und ein Te Deum (UA 1938). Nach dem Krieg wurde er Direktor der Székesfővárosi Felsőbb Zeneiskola und Studienleiter der Székesfővárosi Zenetanfolyamok. Ab 1946 unterrichtete er als externer Lehrer Klavier an der Musikakademie, wo er 1949 eine Professur erhielt. Zwischen 1944 und 1953 entstand die Oper Báthory Zsigmond, die als sein Hauptwerk gilt und für die er 1954 den Erkel-Preis erhielt.
Zwischen 1975 und 1978 gab er auf Einladung seiner ehemaligen Schülerin Lenke Erdélyi-Ruhala Meisterklassen in Tampere. Seine Klaviersonate A hegy wurde 1976 Pflichtstück beim Internationalen György-Cziffra-Klavierwettbewerb. Neben den genannten Werken komponierte Horusitzky u. a. eine Sinfonie, drei Klavierkonzerte, ein Violinkonzert, sieben Streichquartette, drei Streichersonaten, Klavierstücke und Lieder.

## Quelle
- The Liszt Academy of Music - Teaching Staff - Horusitzky, Zoltán

| Personendaten    | Personendaten                                    |
| ---------------- | ------------------------------------------------ |
| NAME             | Horusitzky, Zoltán                               |
| KURZBESCHREIBUNG | ungarischer Komponist, Pianist und Musikpädagoge |
| GEBURTSDATUM     | 18. Juli 1903                                    |
| GEBURTSORT       | Pápa                                             |
| STERBEDATUM      | 25. April 1985                                   |
| STERBEORT        | Budapest                                         |